# 童蛙属
童蛙屬（学名：Paedophryne）是一種生長在新畿內亞的蛙，屬姬蛙科星蛙亞科。共六種，都是近年来发现的已知最小的蛙以至脊椎動物。
屬名是由古希臘語paedos（παίδος，「兒童」的意思）和phryne（φρύνος，「青蛙」、「蟾蜍」的意思）組合而成。
所有该屬已知所有物種都棲身於新几内亚熱帶雨林底层的落葉堆中。其发育方式较为独特，不经蝌蚪阶段直接成形。为曙暮性动物。

## 種
- 阿馬烏童蛙（Paedophryne amauensis） Rittmeyer, 2012[3]體長7.7毫米（0.30英寸），已知体型最小脊椎动物物种，也是世界最小的蛙類之一。
- 微童蛙（Paedophryne dekot） Kraus, 2011[2]“dekot”在土著语中意为“小”
- Paedophryne kathismaphlox Kraus, 2010[1]
- Paedophryne oyatabu Kraus, 2010[1]
- 捷童蛙（Paedophryne swiftorum） Rittmeyer, 2012[3]體長8.5毫米（0.33英寸），已知体型最小脊椎动物物种之一，也是世界最小的蛙類之一。
- 疣童蛙（Paedophryne verrucosa） Kraus, 2011[2]因体表疣状突起得名

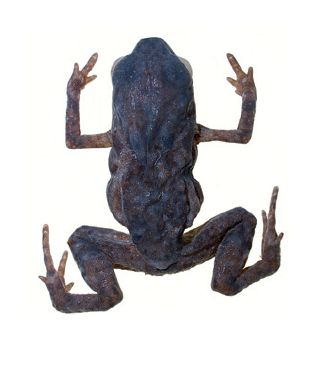
Paedophryne kathismaphlox
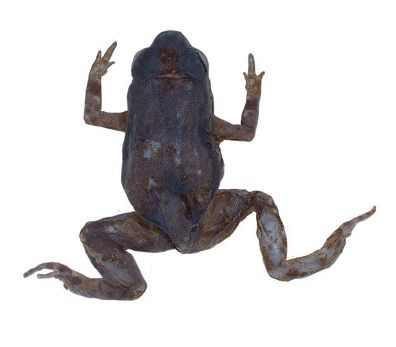
Paedophryne oyatabu
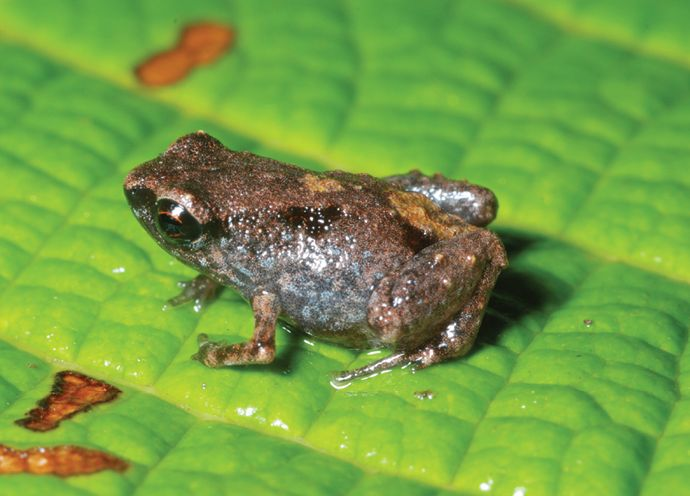
Paedophryne dekot
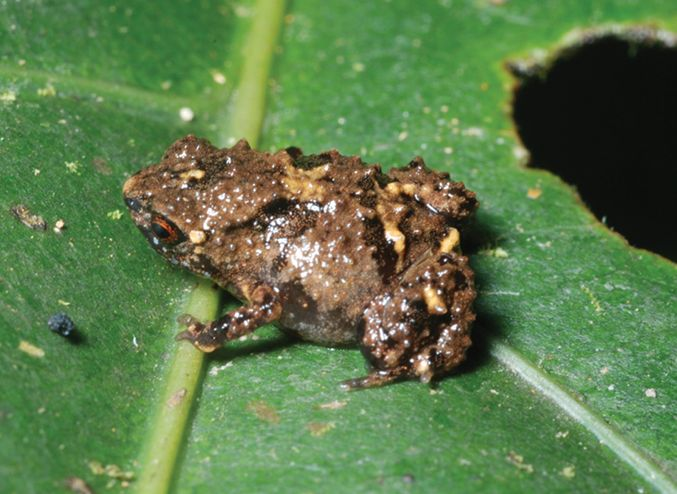
Paedophryne verrucosa
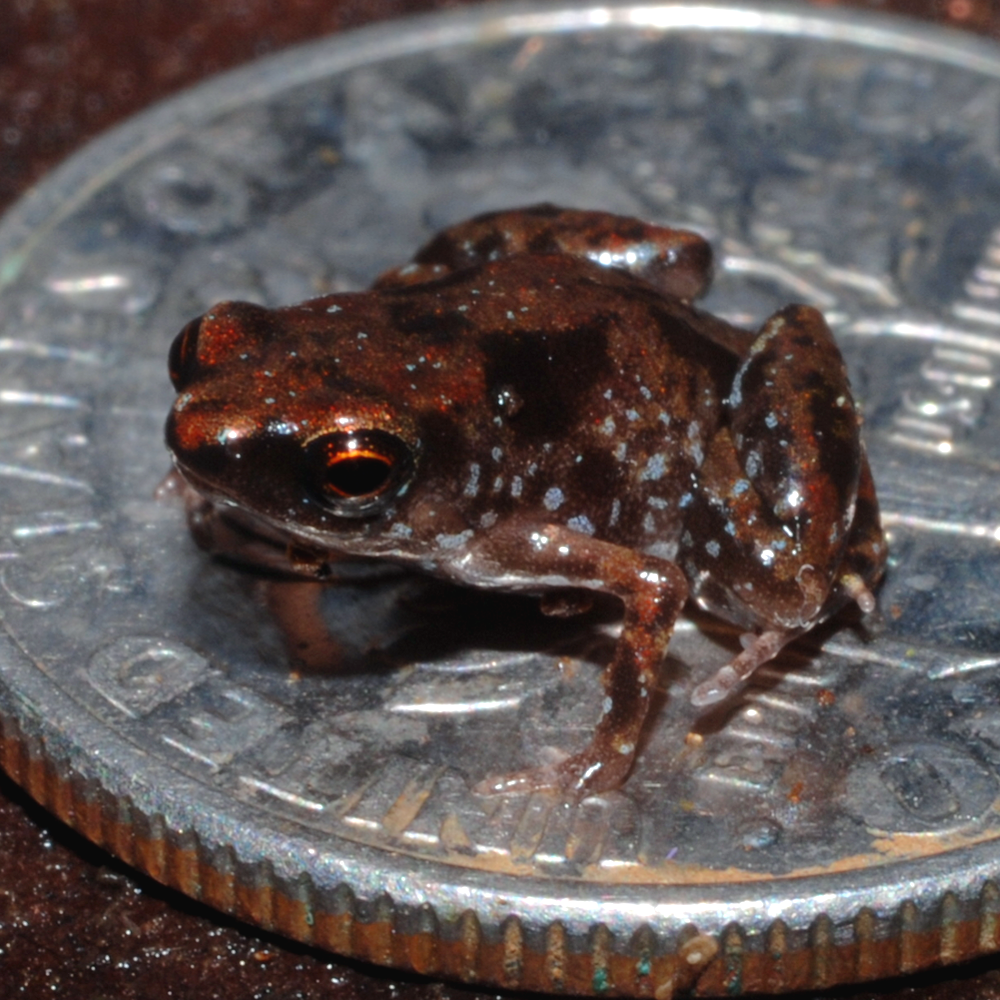
立於一枚十美分硬幣上的阿马乌童蛙
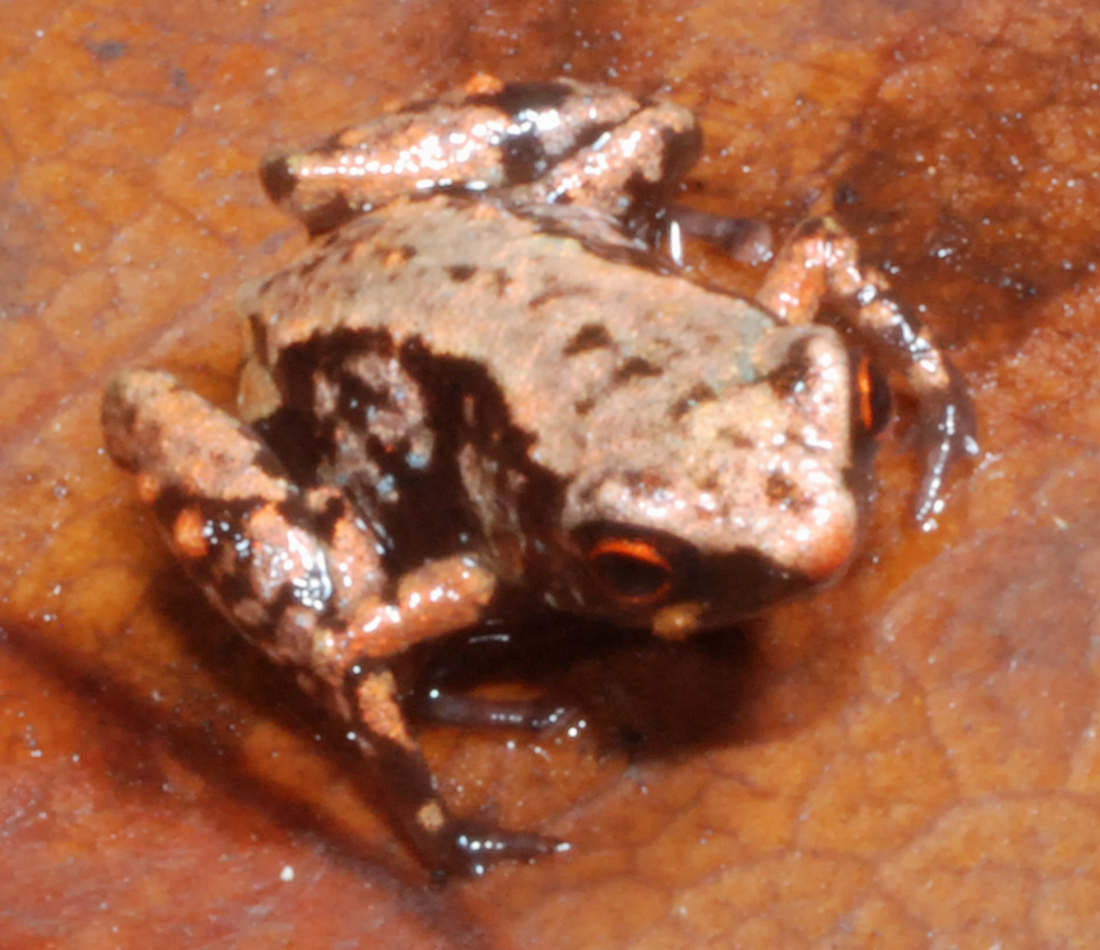
Paedophryne swiftorum